# 28743 Schuitemaker
28743 Schuitemaker è un asteroide della fascia principale. Scoperto nel 2000, presenta un'orbita caratterizzata da un semiasse maggiore pari a 2,773009 UA e da un'eccentricità di 0,139638, inclinata di 10,561674° rispetto all'eclittica. Ha un diametro di 5,778 km.